# Forums impériaux
Ne doit pas être confondu avec Via dei Fori Imperiali.

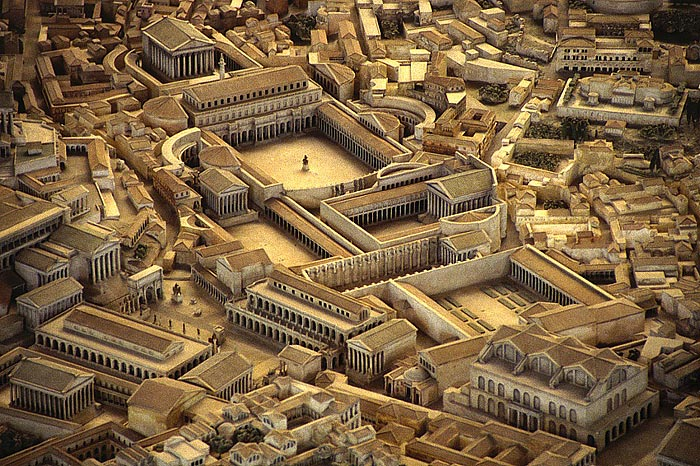
Les forums impériaux vus depuis le sud sur le plan de Rome de Gismondi du Musée de la civilisation romaine de l'EUR.

Les forums impériaux (Fori Imperiali en italien) (Fora Imperatorum en latin) sont un ensemble de grandes places occupant une zone de plus de 500 mètres de long sur 300 mètres de large environ, situé au nord-est immédiat du Forum Romain, au cœur de la Rome antique. Leurs constructions s'étalent sur près de deux siècles (entre 54 av. J.-C. et 113 ap. J.-C.).
Jusqu'à la fin de la République, les activités politiques et judiciaires se concentrent sur le Forum républicain mais avec l'avènement de l'Empire, le Forum républicain cesse d'être le centre politique de Rome, qui se déplace vers le mont Palatin, signe que le pouvoir réel est maintenant détenu par l'Empereur et non par le Sénat.
Vers la fin de la République, le vieux forum apparaît comme exigu et il devient nécessaire de lui adjoindre de nouveaux espaces. Jules César, imité plus tard par Auguste, Vespasien, Domitien et enfin Trajan, lance la construction d'une vaste place fermée à proximité, afin de mettre en œuvre son programme politique et ses plans d'urbanisme.

## Forum de César (Forum Iulium)
Le forum de César (Forum Iulium) fut inauguré en 46 av. J.-C., et terminé par Auguste. Contrairement au vieux Forum Romain, ce projet possède une unité architecturale : une place avec des portiques sur les bords les plus longs et, au centre vers le fond, un temple dédié à Vénus Genitrix. En effet, Jules César se vante de descendre de la déesse par Iule, le progéniteur de la famille des Juliens (Iulii), fils d'Énée, lui-même fils de la déesse.
César paie de ses propres deniers les terrains sur lesquels doit s'ériger le nouveau monument. Il fait modifier la traditionnelle et séculaire orientation de la Curie, siège du Sénat, après sa destruction par un incendie, de façon qu'elle s'adapte au nouveau forum.
La nouvelle place reprend le modèle des portiques construits autour des temples édifiés dans la zone du cirque Flaminius par les hommes politiques influents du dernier siècle de la République, avec les mêmes buts de propagande personnelle.

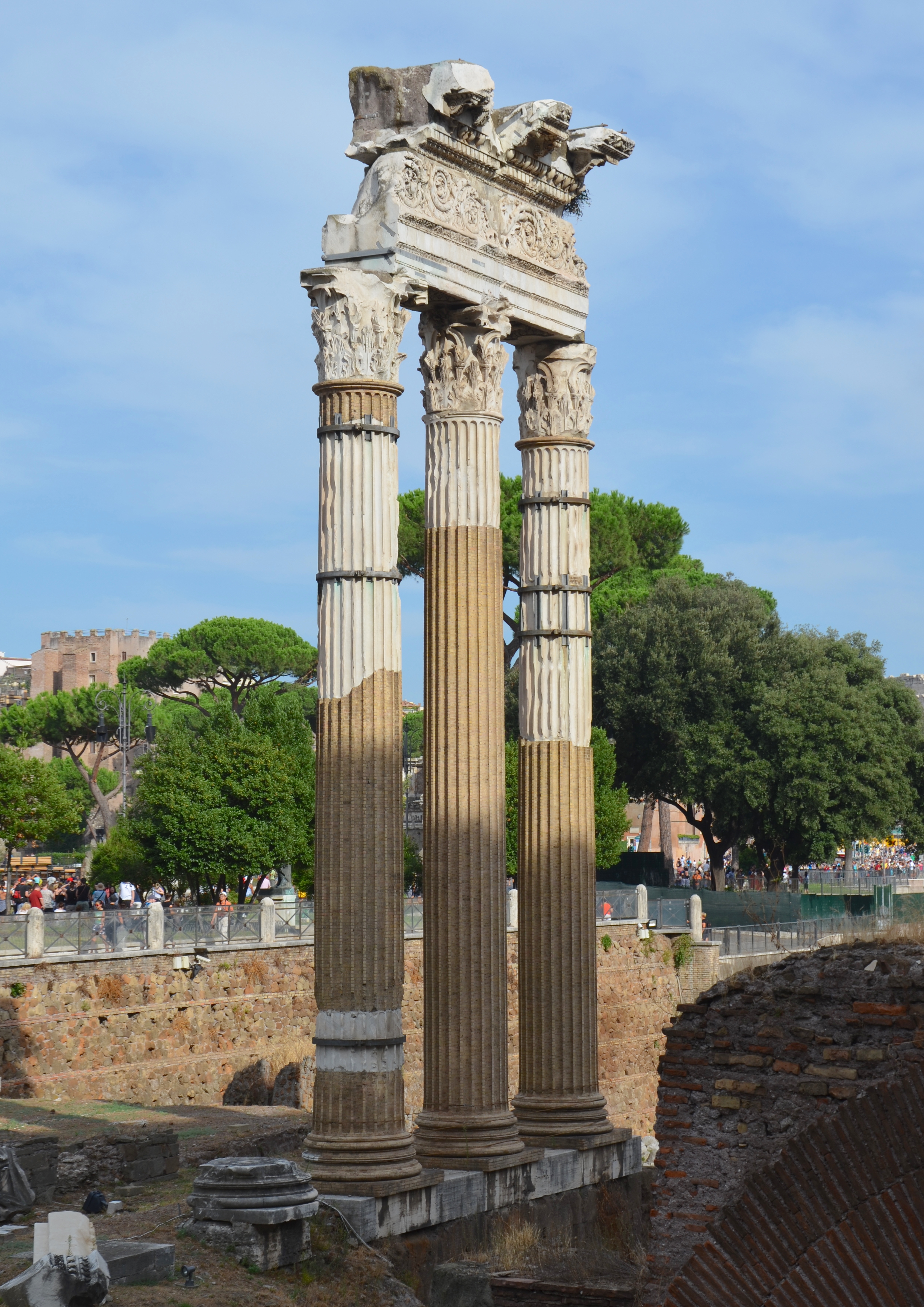
Forum de César vu depuis le nord ; les colonnes appartiennent au temple de Vénus Genitrix.
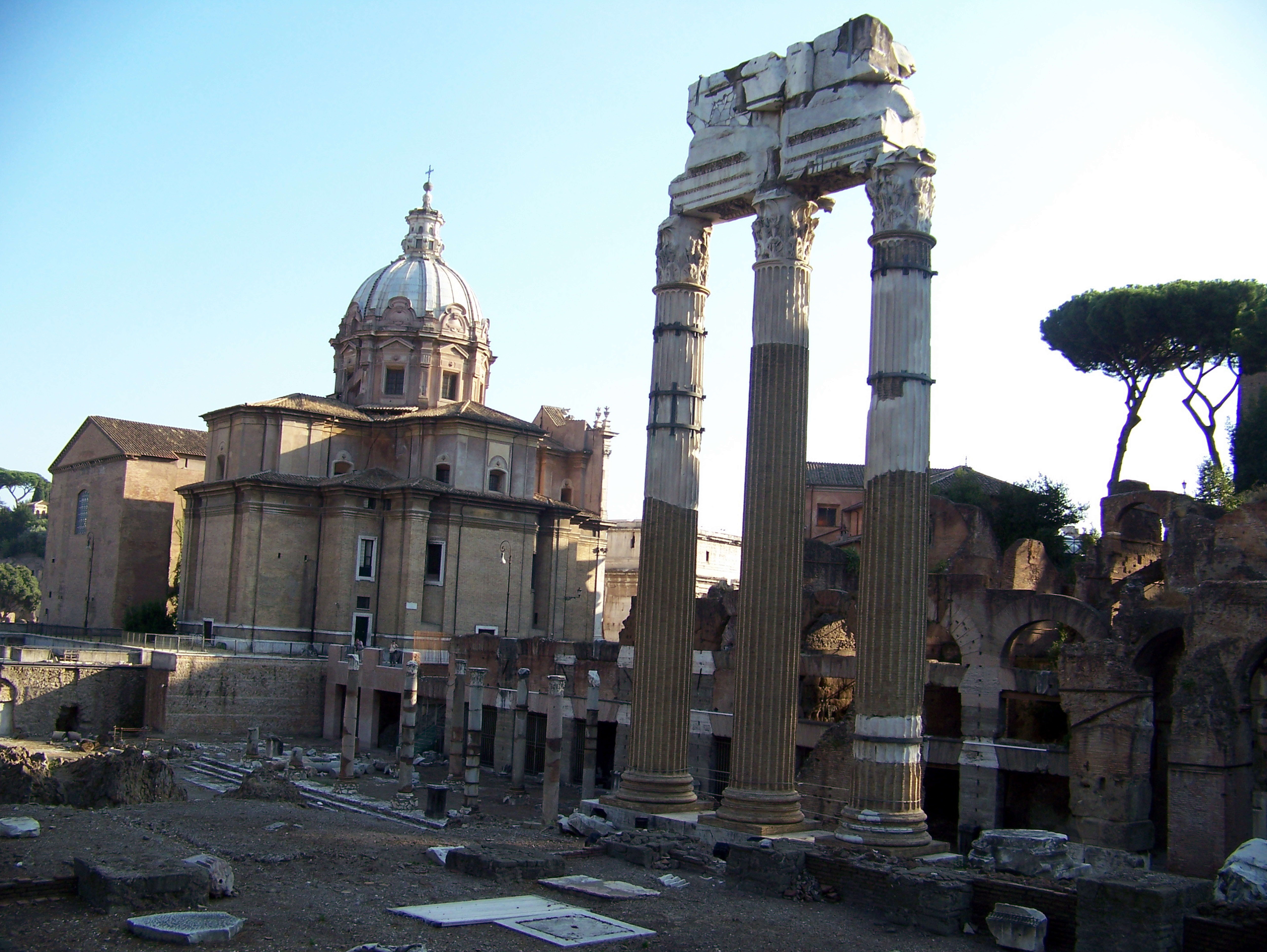
Temple de Vénus Genitrix.
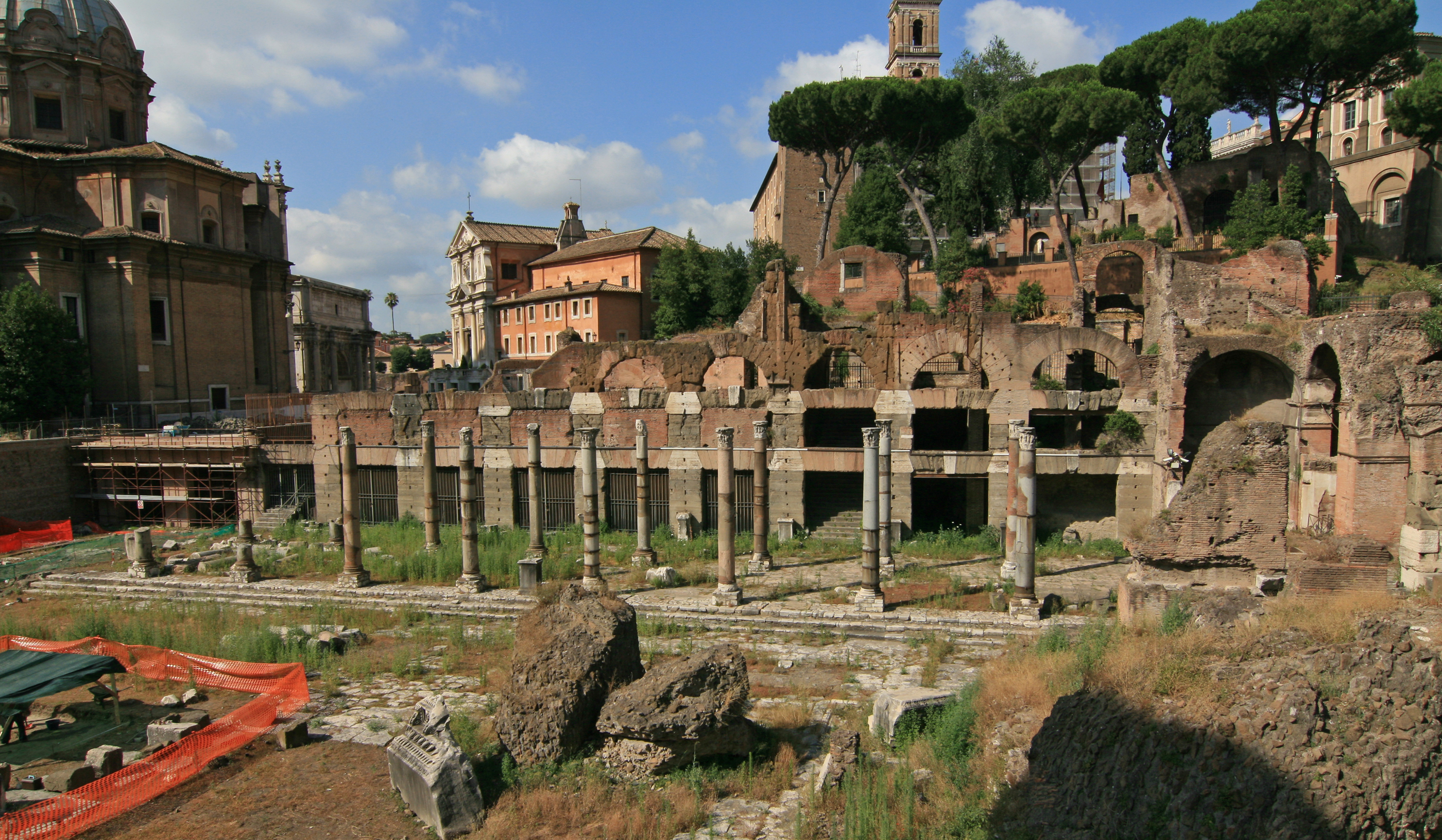
Forum de César, vu depuis la Via dei Fori Imperiali.
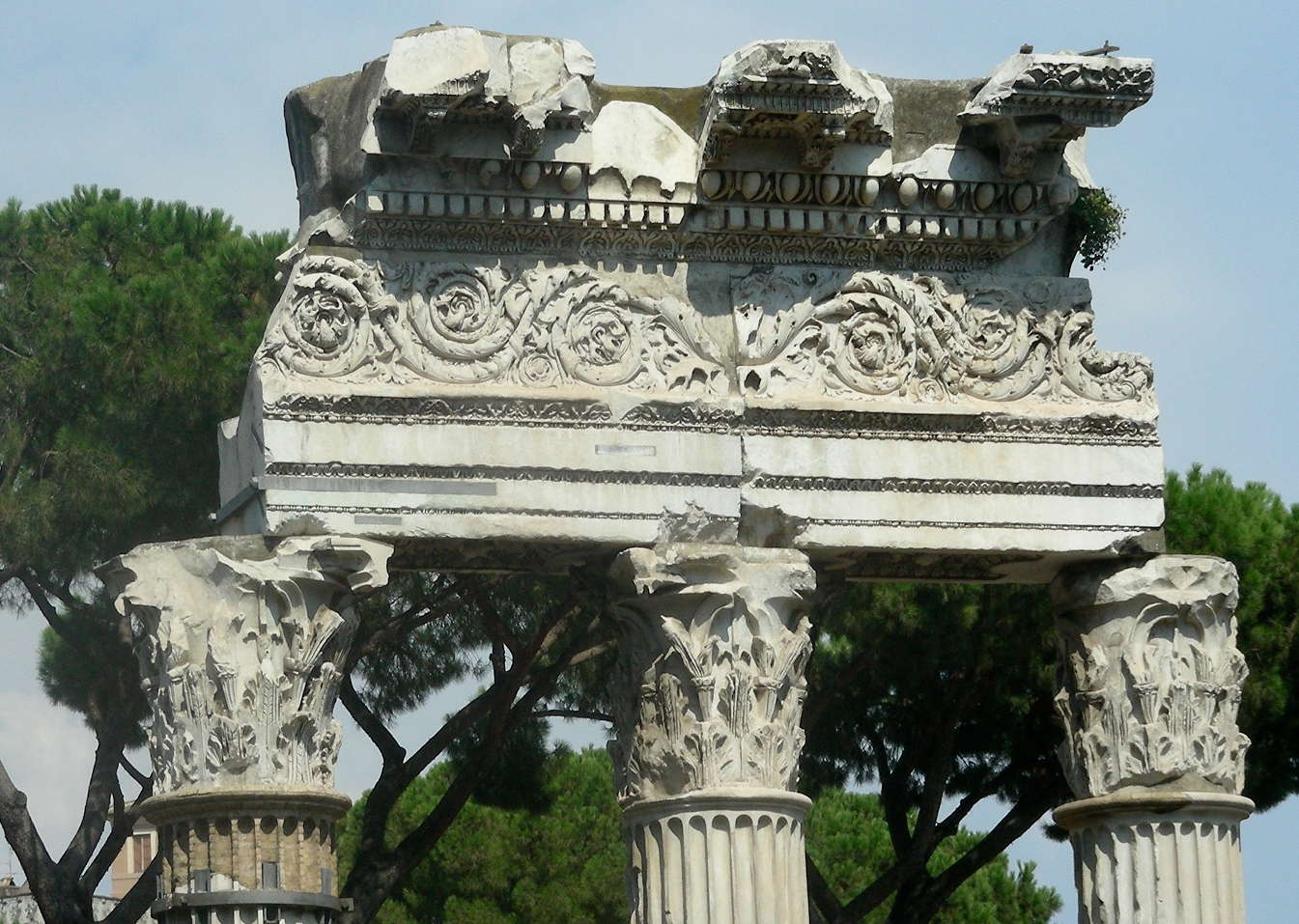
Colonnes et entablement du Temple de Vénus Genitrix.

## Forum d'Auguste (Forum Augustum)
Auguste avait promis un temple à Mars Ultor (c'est-à-dire « Vengeur ») durant la bataille de Philippes en 42 av. J.-C., dans laquelle Marc Antoine et lui ont défait les assassins de César, vengeant ainsi sa mort. Ce temple n'est inauguré que quarante ans plus tard, en 2 av. J.-C., inséré dans une seconde esplanade, le forum d'Auguste. Celui-ci est financé par le butin amassé pendant les guerres civiles. Il est restauré à plusieurs reprises, notamment sous Hadrien. Les sénateurs se réunissent ici pour déclarer la guerre et décider la paix.
Par rapport au forum de César, le nouveau complexe est orienté perpendiculairement et le temple s'appuie sur un mur très haut, aujourd'hui encore visible, qui sépare le monument du quartier populaire de Subure. Les portiques qui s'érigent sur les bords s'ouvrent de l'autre côté sur d'amples exèdres destinées à accueillir les activités des tribunaux. 
Dans ce cas aussi, la construction du complexe à des fins de propagande et son entière décoration célèbre le nouvel âge d'or qui commence avec l'empire d'Auguste : les victoires y sont magnifiées avec des cariatides représentant les nations vaincues. Des statues de ses généraux et des ancêtres de la gens Iulia figurent aussi en bonne place. Dans l'axe du temple de Mars se dresse la statue équestre d'Auguste.

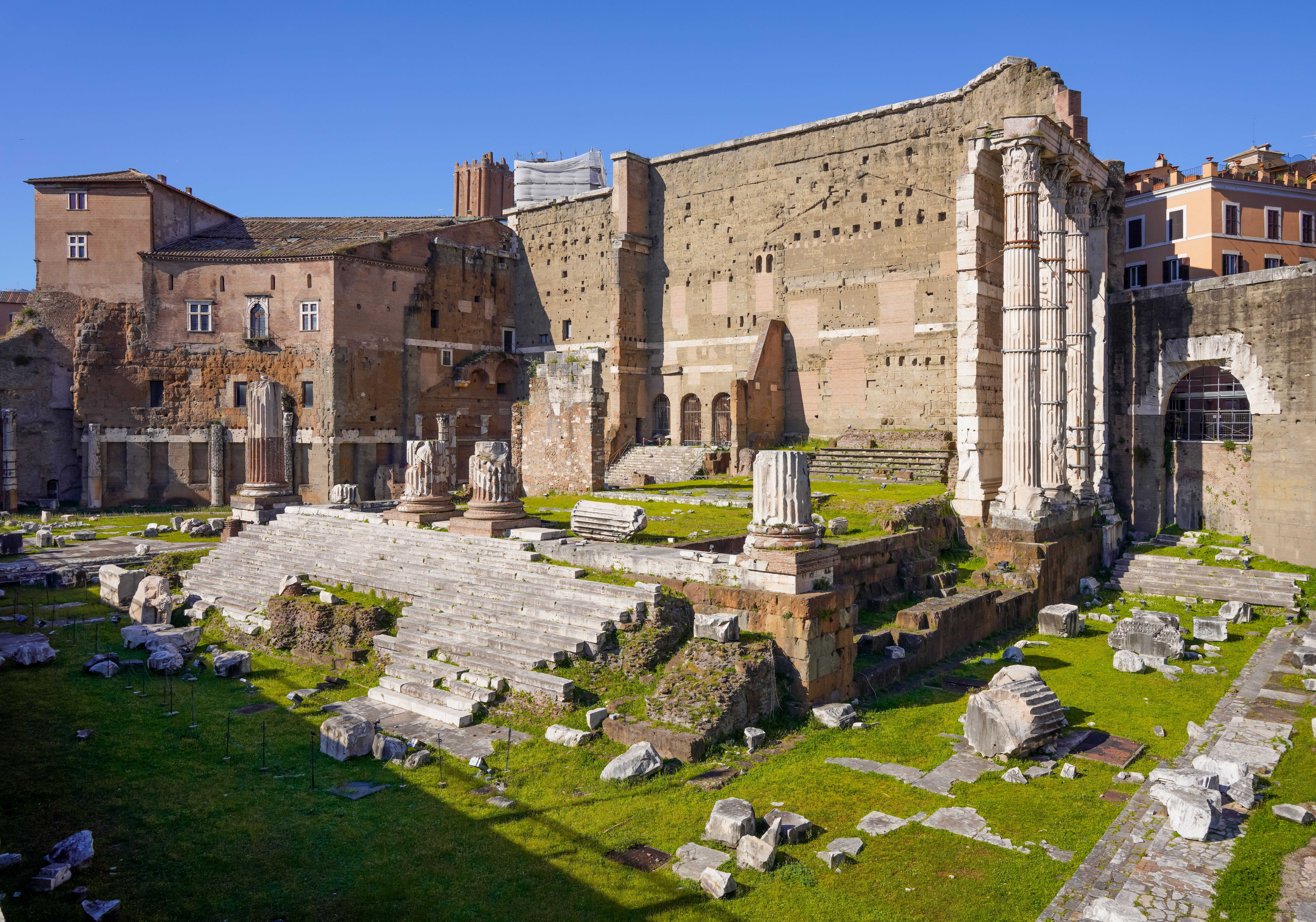
Forum d'Auguste et temple de Mars vengeur.
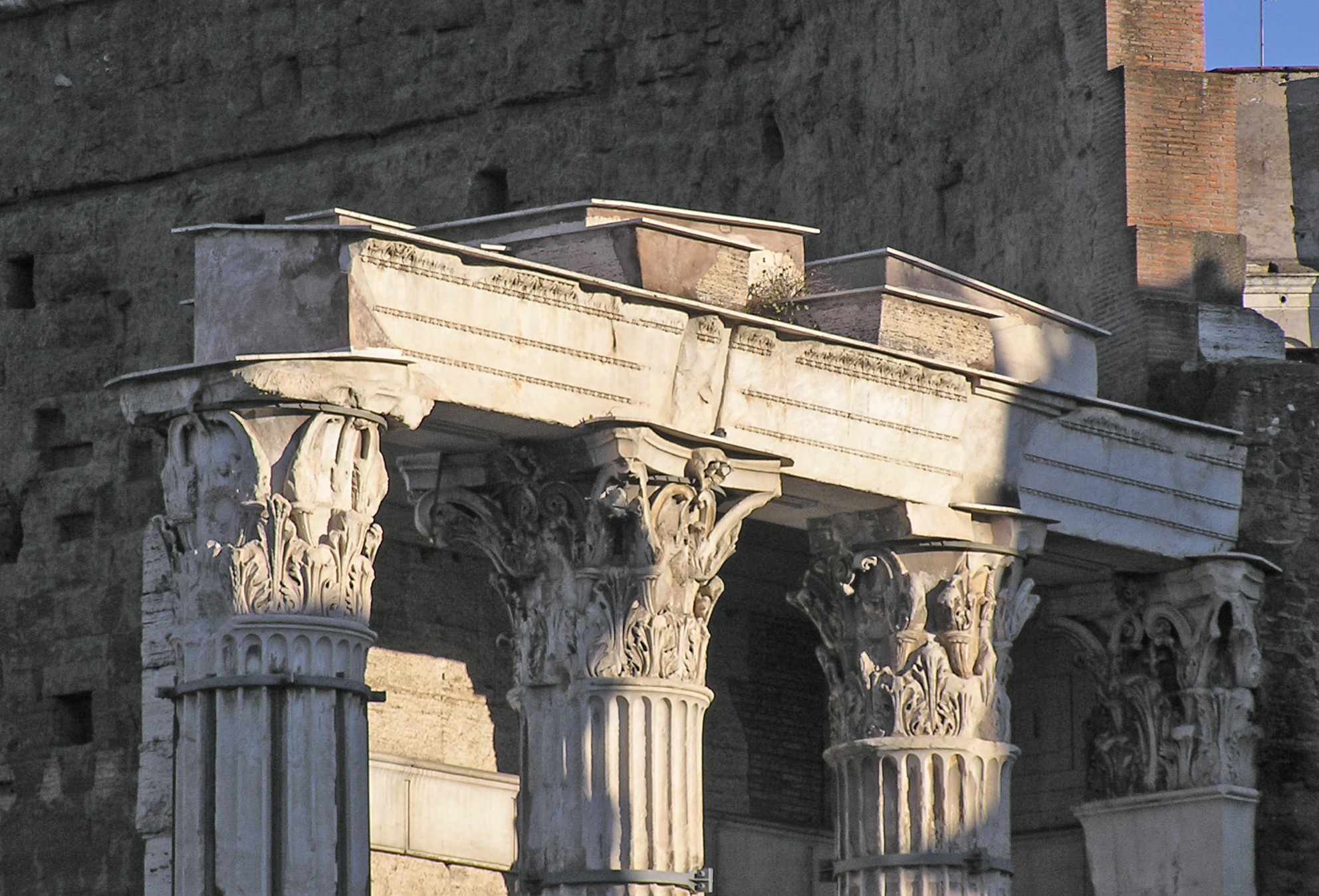
Détail des chapiteaux et de l'architrave du temple de Mars vengeur.
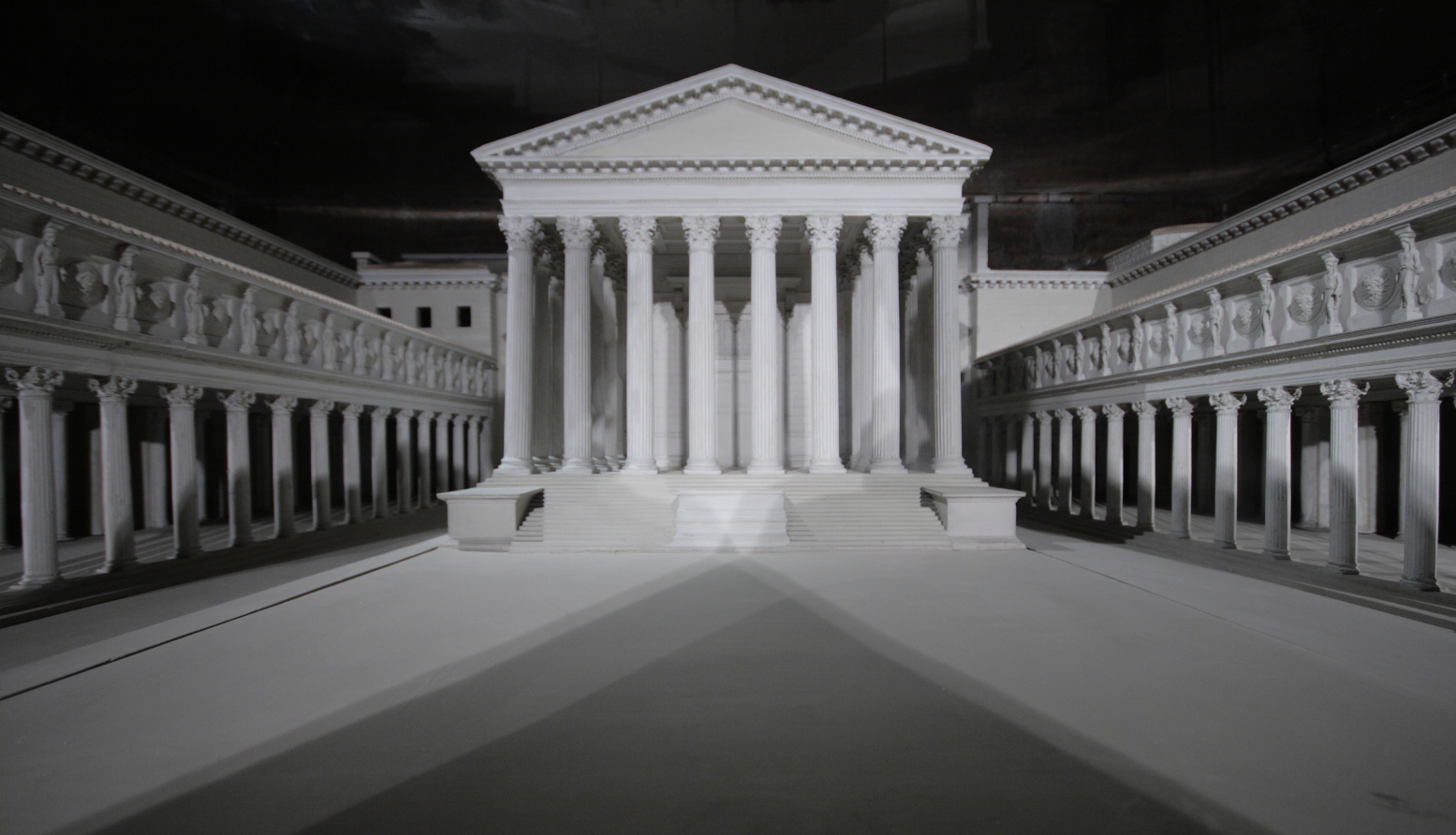
Modèle du Forum d'Auguste.

## Forum de la Paix (Forum Pacis)

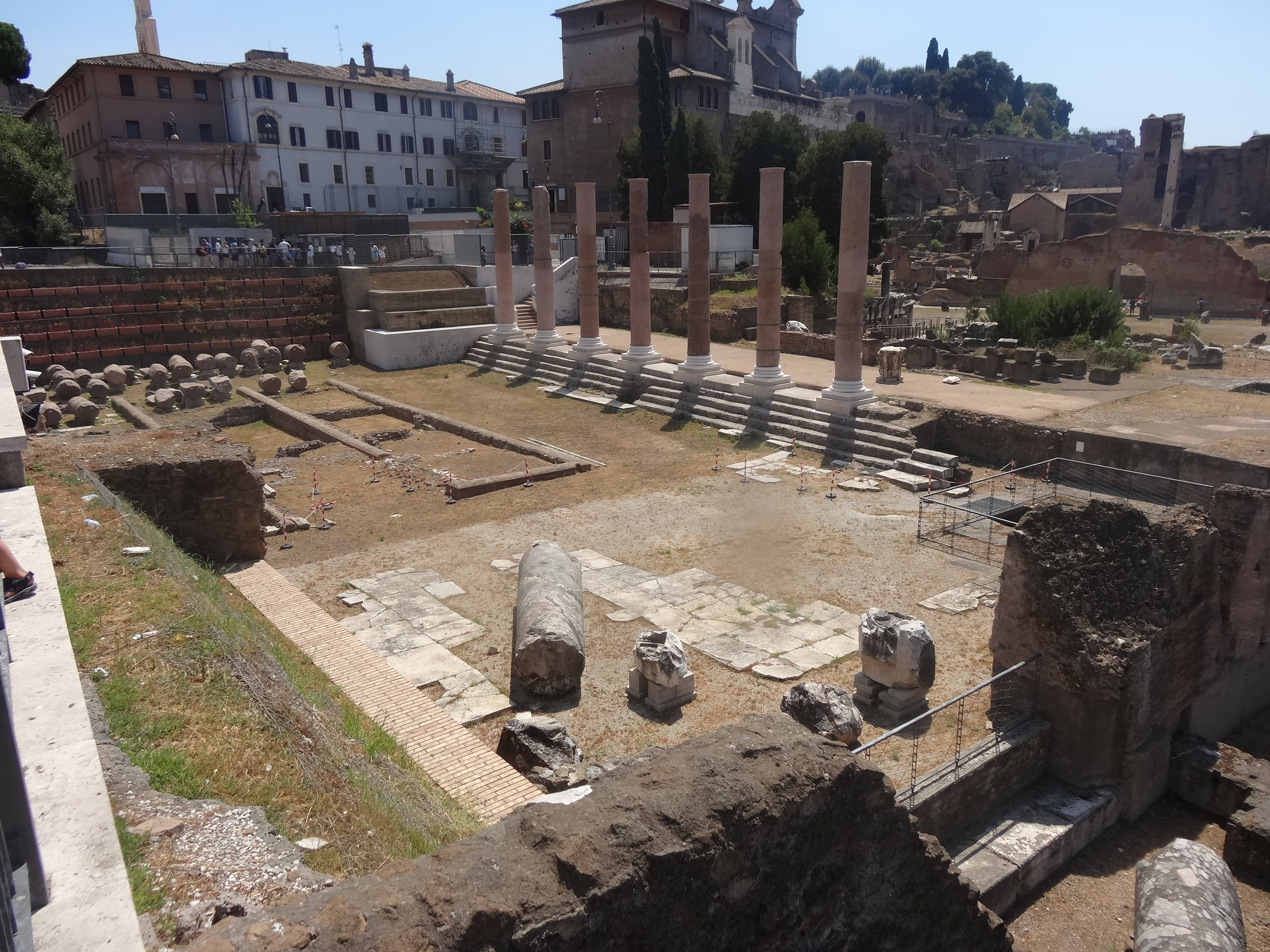
Forum de la Paix

Sous l'empereur Vespasien est construite une autre esplanade, séparée du forum d'Auguste et de celui de César par la rue de l'Argilète, qui connecte le Forum Romain au quartier de Subure. En fait, cette place est excentrée vers la Velia en direction du Colisée. Ce complexe n'est pas considéré à l'origine comme un des forums impériaux. Il gagne ce titre à une époque plus tardive, connu sous le nom de temple de la Paix.
Sa forme est différente. Il s'agit d'un vaste quadrilatère entouré de portiques, le temple étant inséré dans le portique au fond. La zone centrale n'est pas dallée comme une place, mais arrangée en jardins, avec des bassins d'eau et des socles pour statues, le transformant en un véritable musée à ciel ouvert.
Le monument a été édifié pour célébrer la conquête de Jérusalem. Dans un des halls qui s'ouvrent sur le fond des portiques était affichée la Forma Urbis Severiana, plan en marbre de la Rome antique gravé à l'époque des Sévères (au début du IIIe siècle) sur les plaques de marbre qui couvraient les murs. Cette œuvre ne nous est parvenue que partiellement.

## Forum de Nerva (Forum Transitorium)
Domitien décide d'unifier les précédentes structures. Dans la zone irrégulière restée libre entre le temple de la Paix et les forums de César et d'Auguste, il fait construire une autre esplanade qui les met toutes en communication.
L'espace restreint, en partie occupé par l'une des exèdres du forum d'Auguste et devant conserver sa fonction de passage de l'Argiletum, contraint ses concepteurs à réduire les portiques latéraux à une simple décoration des murs du périmètre. Le temple, dédié à la déesse Minerve, sa protectrice, comme elle le fut pour le demi-dieu Hercule, s’appuie à l'extérieur de l'exèdre du forum d'Auguste, tandis que l'espace restant est utilisé pour une entrée monumentale, la Porticus Absidata, qui devient l'entrée de tous ces complexes monumentaux.
En raison de la mort de Domitien, le complexe, presque achevé, est inauguré par son successeur Nerva et prend le nom de Forum de Nerva. Il est aussi connu sous le nom de « forum transitoire » (Forum Transitorium), dû à la fonction de passage qu'il conserve à la place de l'Argiletum.

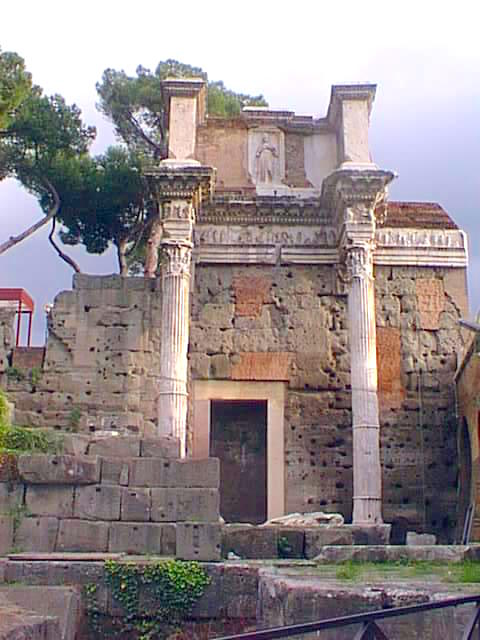
Ruines des murs latéraux du forum de Nerva.
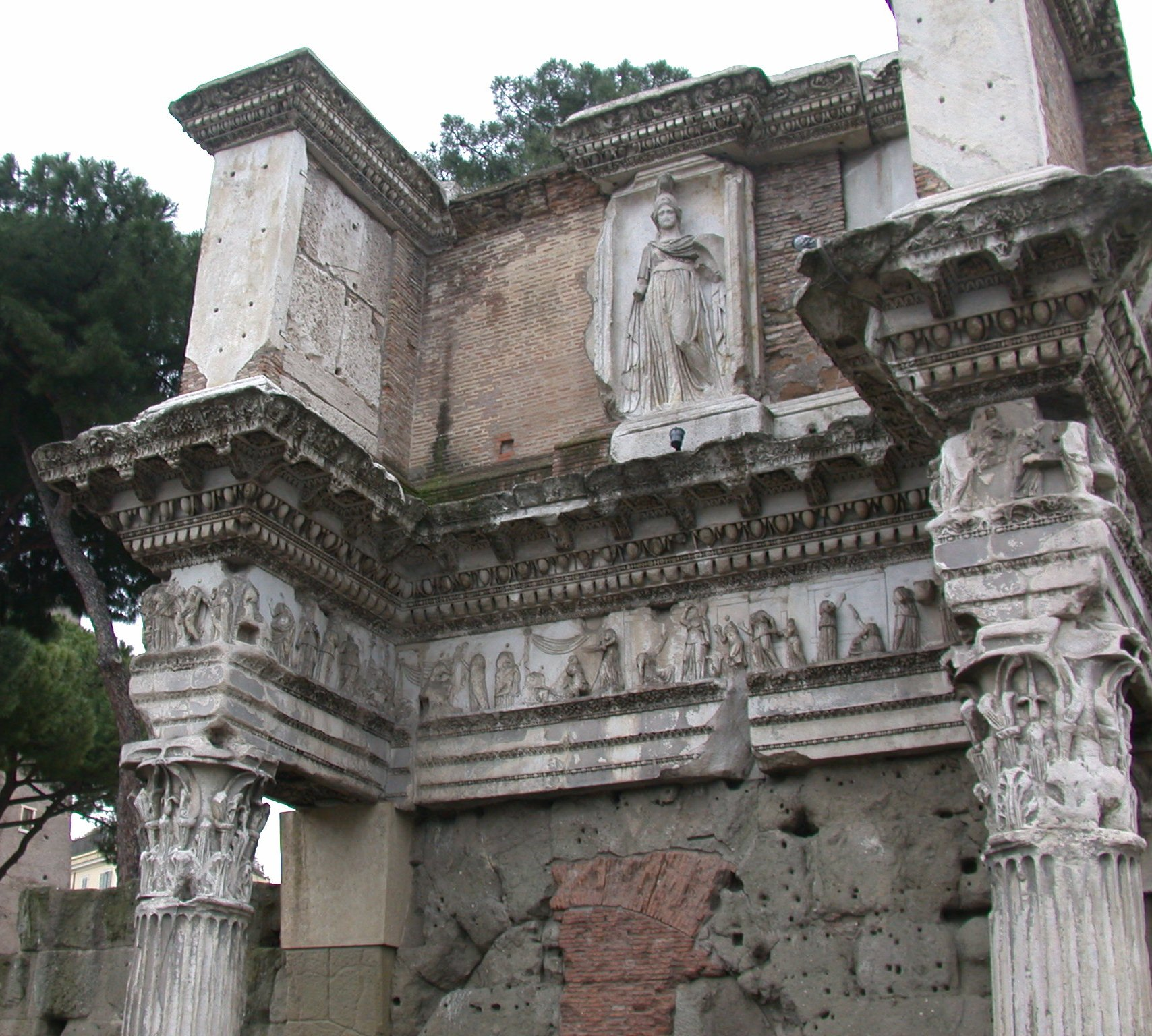
Frise et attique du mur méridional.
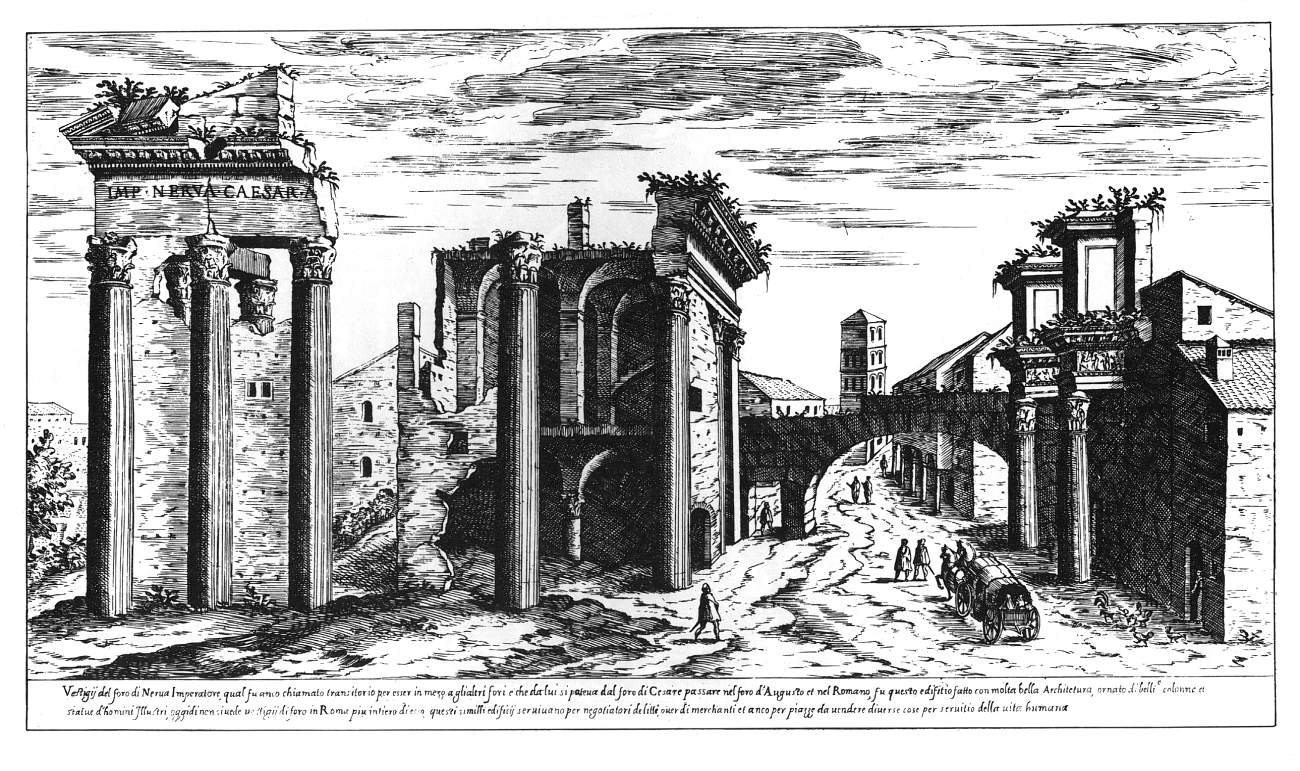
Ruines du temple de Minerve, démoli en 1606.
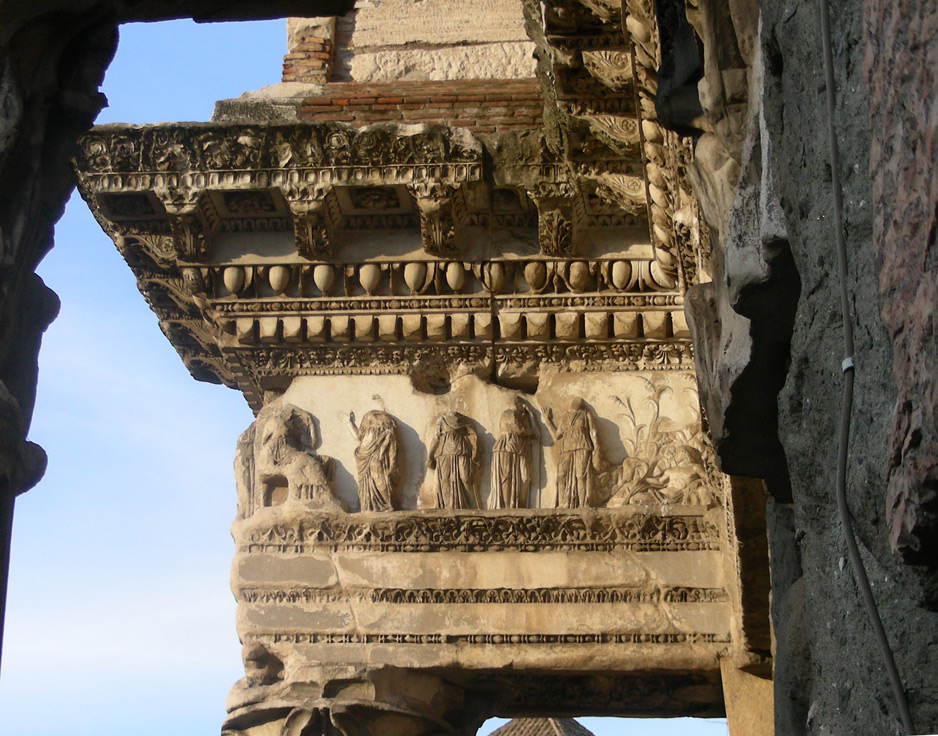
Détail de l'entablement des murs latéraux.

## Forum de Trajan (Forum Traiani)
Les projets de Domitien ont peut-être été encore plus ambitieux. Déjà sous son règne ont commencé les travaux de déblaiement du petit col qui unit la colline du Capitole à celle du Quirinal, et qui ferme la vallée des forums vers le Champ de Mars, en direction de l'actuelle Piazza Venezia, limitant ainsi l'espace disponible pour d'autres complexes monumentaux.
Le projet est repris puis complété par Trajan avec la construction du forum de Trajan, réalisé avec le butin de ses campagnes de Dacie et dont les décorations célèbrent ses victoires militaires.
Les travaux de préparation eux-mêmes sont imposants : le déblaiement du petit col, nécessaire pour trouver l'espace au nouveau complexe, implique la reconstruction du temple de Vénus Genitrix sur le forum de César. Aux portiques de ce dernier est ajouté l'espace pour la basilique Argentaria, tandis que l'entaille effectuée sur les pentes du Quirinal est occupée par la construction en brique des marchés de Trajan.
L'esplanade du forum est fermée au fond par la basilique Ulpia, derrière laquelle est érigée la colonne de Trajan. Comme dans le forum d'Auguste, les portiques s'ouvrent au fond sur de grandes exèdres. Sur le côté opposé de la basilique, une façade monumentale sert de fond à la colossale statue équestre de l'empereur. Le dernier des forums est aussi le plus grand et le plus majestueux.

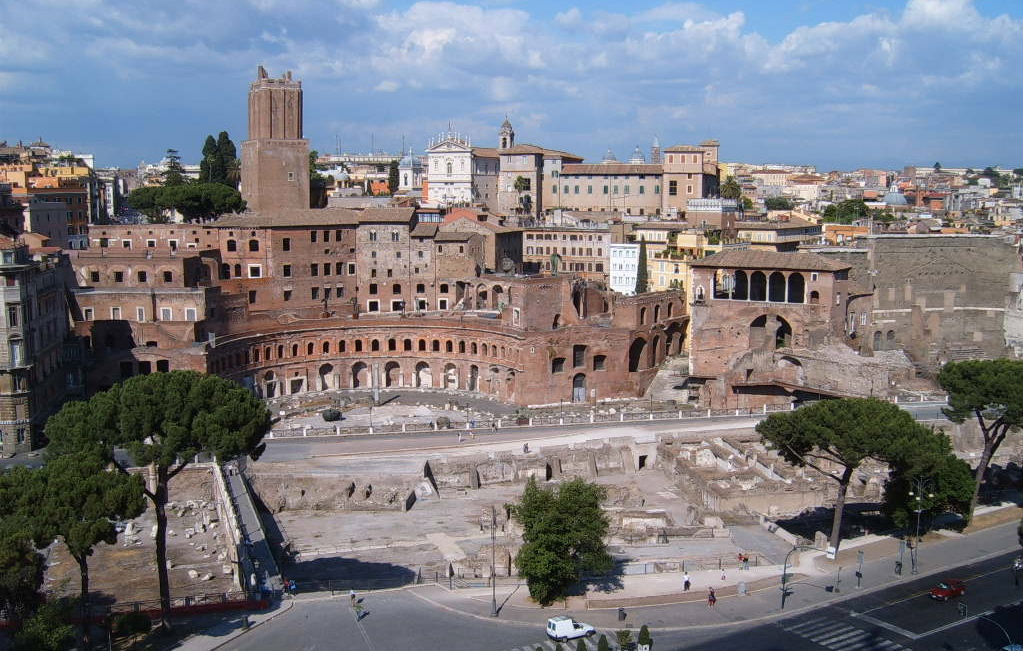
Le forum de Trajan et les marchés de Trajan vus depuis le Vittoriano.
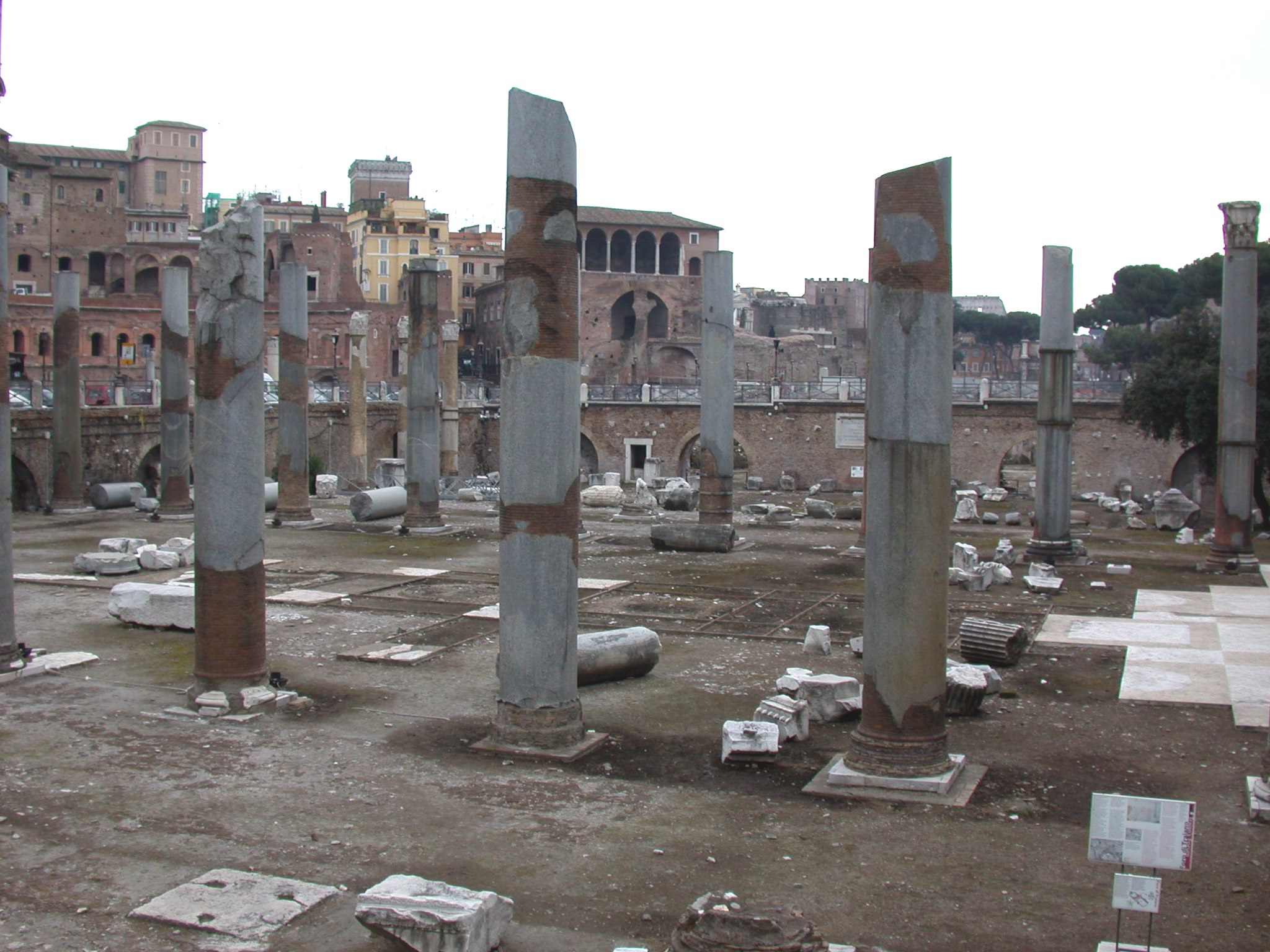
Colonnes de la basilique Ulpia.
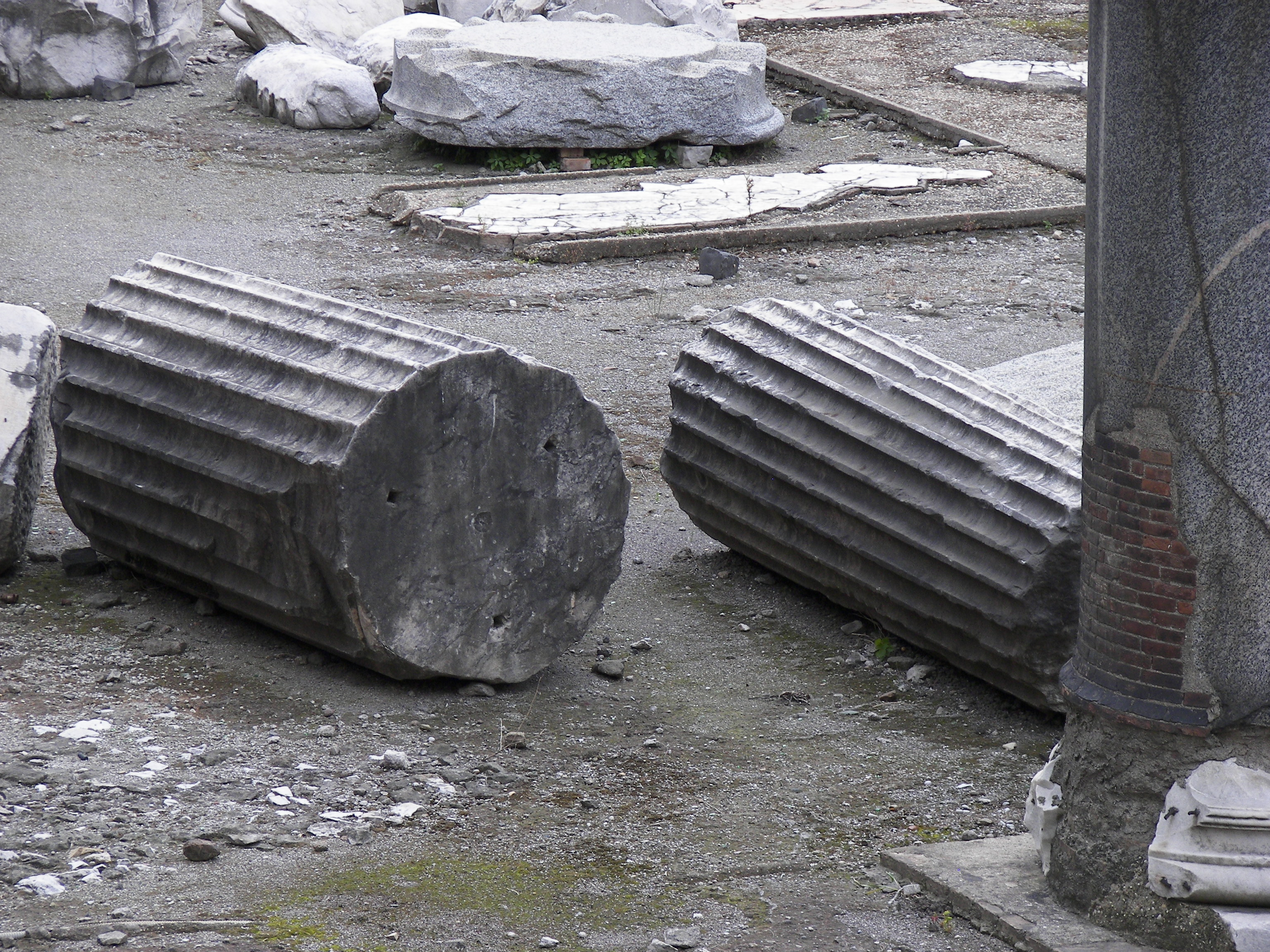
Colonnes du forum de Trajan.
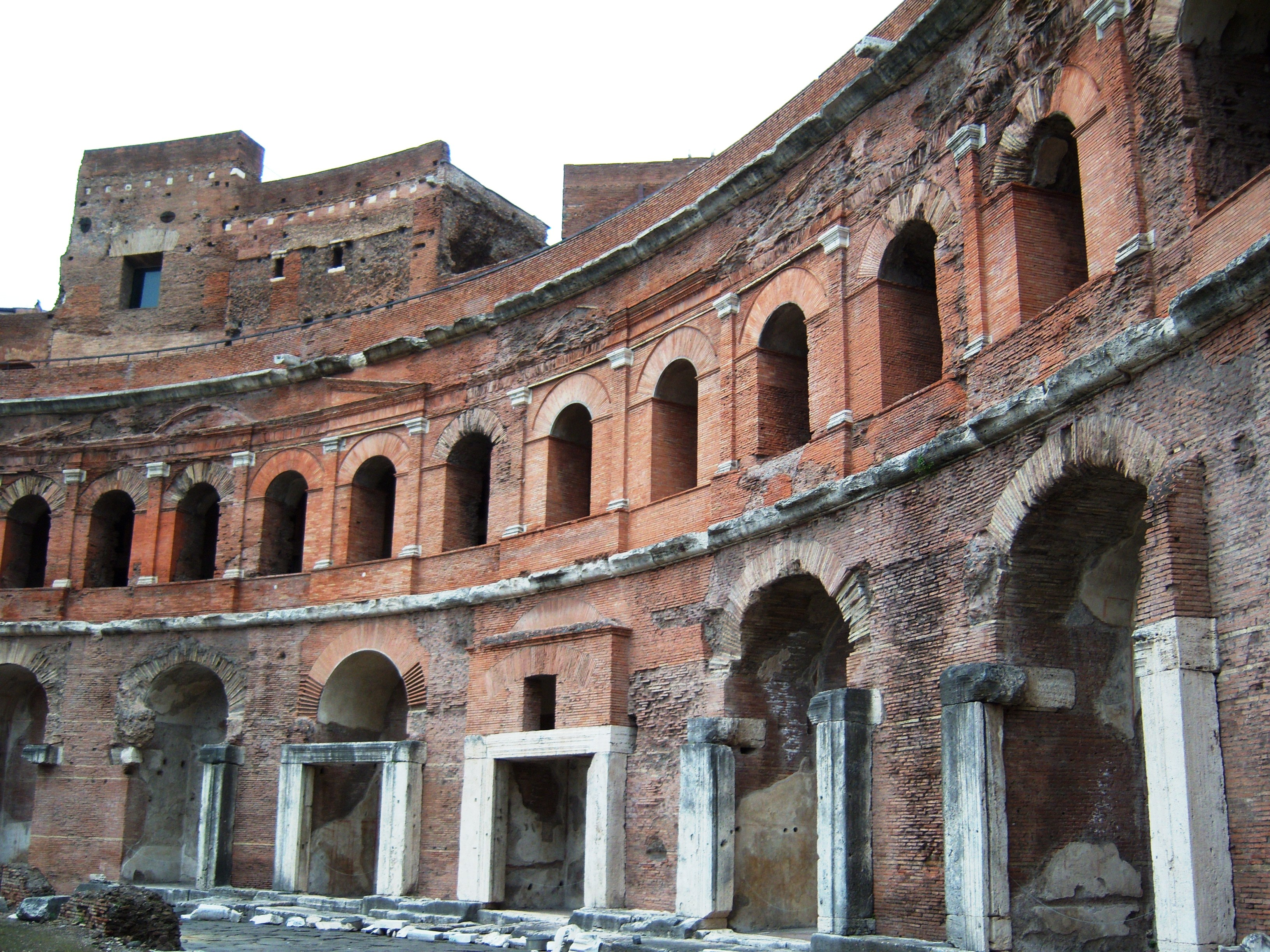
Façade des marchés de Trajan.